# スティーヴ・ストレンジ
スティーヴ・ストレンジ（Steve Strange、出生名：スティーヴン・ジョン・ハリントン (Steven John Harrington)、1959年5月28日 - 2015年2月12日）は、イギリス、ウェールズ出身の歌手、シンガーソングライター。ニューロマンティックの代表的バンド・ヴィサージの中心人物として知られる。

## 来歴
1959年、ウェールズのケアフィリに生まれる。1976年にセックス・ピストルズのギグを観た後、グレン・マトロックと親しくなる。ピストルズのマネージャーであるマルコム・マクラーレンの下で働くためロンドンに向かい、そこで自身のパンクバンドThe Moors Murderersを結成するが1年ほどで解散。The Photonsというバンドでも一時的にボーカルとして参加した。またこの頃ロンドンで（後にヴィサージを結成することになるラスティ・イーガンと共に）ナイトクラブを立ち上げ、ホストやDJとしても活動した。
1978年にリッチ・キッズ、マガジンのメンバーらと共にシンセポップバンド、ヴィサージを結成。この頃にスティーヴ・ストレンジというステージネームで活動するようになる。バンドは'80年代のニューロマンティックムーブメントの立役者として人気を博した。ヴィサージは3枚のアルバムを発表した後、1985年に解散。解散後にThe Photonsのメンバーだったウェンディ・ウーと共にストレンジ・クルーズを結成し、アルバム『ストレンジ・クルーズ』を発表するが商業的・批評的に失敗に終わり、1986年に解散。'80年代後半からは音楽業界から一旦身を引き、スペインのリゾート地であるイビサ島のクラブの経営やパーティーやイベントのプロデューサーを務めた。
2002年に'80年代に活躍したアーティストのライヴ・ツアー「Here and Now Tour」に参加し、ヴィサージ時代の曲を歌った。2004年からはVisage Mk IIの名で様々なエレクトロニックミュージシャンと共にヴィサージを再結成させ、本格的な活動復帰に至る。
2015年2月12日、心臓発作でエジプト、シャルム・エル・シェイクの病院で死去。享年55歳。

## 私生活
ストレンジは自身のセクシュアリティについて曖昧であり、男性・女性共に肉体関係を持ったことを明かしている。また長い間ヘロイン中毒、精神的な病に悩まされ、万引きで逮捕され3ヶ月の懲役刑を受けたこともある。2002年には自叙伝『Blitzed!』を出版し、自身の性や私生活上のトラブル、復活への意欲についての内容をまとめた。